# Ratolí servidor
El ratolí servidor (Mus famulus) és una espècie de rosegador pertanyent a la família dels múrids.
Viu als boscos montans de clima tropical i subtropical de fulla perenne i, també, pastures entre 1.540 i 2.400 m d'altitud.
És un endemisme dels Ghats Occidentals (Kerala i Tamil Nadu, l'Índia).
És terrestre i nocturn.
Les seves principals amenaces són l'escàs territori que ocupa (menys de 5.000 km²) i la seva fragmentada distribució. A més, la qualitat del seu hàbitat, fora de les àrees protegides, es veu afectada a causa de la interferències humanes (en especial, la conversió de la terra a altres usos).